# Епіналь (хокейний клуб)
«Епіналь» (фр. Épinal Hockey Club) — хокейний клуб з міста Епіналь, Франція. Заснований у 1997 році.

## Історія
Клуб засновано в місті Епіналь 1997 року. З 2005 по 2018 роки «Епіналь» виступав у Лізі Магнус. Команда кілька разів змінювала назву відповідно до умов спонсорського контракту. Востаннє така зміна відбулась у 2022 році.
19 квітня 2023 року «Епіналь» став переможцем першого дивізіону Франції.

## Домашня арена
«Палац спорту Пуассомпре» домашній стадіон клубу, відкритий в 1968 році. Арена вміщує 1800 глядачів.

## Досягнення
Ліга Магнус
- (1): 2015